# 井上匡四郎

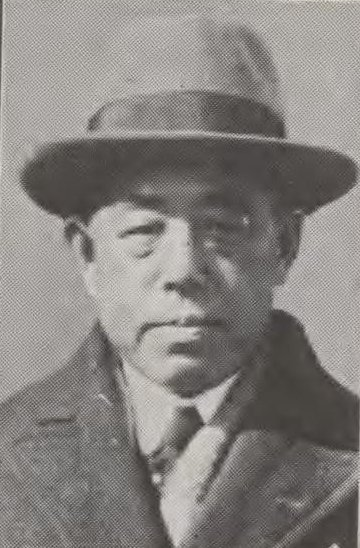
井上匡四郎

井上 匡四郎（いのうえ ただしろう、1876年（明治9年）4月30日 - 1959年（昭和34年）3月18日）は、明治後期から昭和前期の工学者、政治家。工学博士、貴族院子爵議員。

## 来歴
熊本県出身。熊本藩儒学者・岡松甕谷の四男として生まれ、井上毅の養嗣子となる。1895年（明治28年）4月5月、養父の死去に伴い子爵を襲爵。東京府尋常中学、第一高等学校を経て、1899年（明治32年）7月、東京帝国大学工科大学採鉱冶金学科を優等で卒業し銀時計を授与された。さらに大学院に進み、同時に工科大学講師に就任。1900年（明治33年）2月、東京帝大工科大学助教授に進んだ。1901年（明治34年）9月、採鉱冶金学研究のため留学し、ドイツ、アメリカで学んだ。
1906年（明治39年）12月、大阪高等工業学校教授に発令され、1907年（明治40年）4月に帰国した。1908年（明治41年）2月、本務は京都帝国大学理工科大学教授となり、大阪高等工業学校教授を兼務した。1909年（明治42年）5月、工学博士の学位を取得。1910年（明治43年）10月1日、貴族院子爵議員補欠選挙で当選し、研究会に属し1946年（昭和21年）5月9日まで在任した。1941年（昭和16年）に貴族院の永年在職議員として表彰された。
1912年（大正元年）8月、東京帝大工科大学教授に転じた。1920年（大正9年）9月、同教授を休職し、1921年（大正10年）5月、依願免本官。1919年（大正8年）12月から1922年（大正11年）7月まで鞍山製鉄所長も務めている。
1925年（大正14年）8月、海軍政務次官に就任。1926年（大正15年）6月、第1次若槻内閣において仙石貢の後任として鉄道大臣となり、1927年（昭和2年）4月に同内閣が総辞職するまで在任。その後、1942年（昭和17年）1月、新設の内閣技術院総裁となり1944年（昭和19年）12月まで務めた。終戦後、1946年9月に公職追放となり、1950年（昭和25年）10月に解除された。
その他、帝国鉄道協会とその後身日本交通協会の会長を1938年（昭和13年）2月から死去するまで21年余り務め、さらに、東京倶楽部理事長、通商産業省顧問、日本技術士会会長などを歴任した。

## 栄典
位階
- 1896年（明治29年）4月10日 - 従五位[7]
- 1901年（明治34年）6月21日 - 正五位[8]
- 1914年（大正3年）7月10日 - 正四位[9]
- 1921年（大正10年）6月11日 - 従三位[10]
- 1930年（昭和5年）6月16日 - 正三位[11]
- 1941年（昭和16年）5月15日 - 従二位[12]

勲章等
- 1912年（大正元年）
  - 12月18日 - 勲六等瑞宝章[13]
  - 8月1日 - 韓国併合記念章[14]
- 1916年（大正5年）5月25日 - 勲五等瑞宝章[15]
- 1920年（大正9年）4月23日 - 勲三等瑞宝章[16]
- 1926年（大正15年）7月22日 - 勲二等瑞宝章[17]
- 1930年（昭和5年）12月5日 - 帝都復興記念章[18]
- 1942年（昭和17年）8月19日 - 勲一等瑞宝章[19]
- 1945年（昭和20年）1月15日 - 御紋付木杯[20]
- 1959年（昭和34年）3月18日 - 旭日大綬章

外国勲章佩用允許
- 1916年（大正5年）11月28日 - ロシア帝国：神聖スタニスラス星章付第二等勲章[21]

## 親族

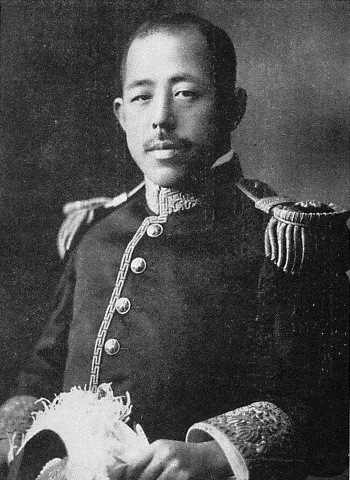
井上匡四郎

- 妻：井上富士子（1886年 - 1944年） - 養父・井上毅の娘[1][2]
- 長女：山之内匡子（1927年 - 1974年） - 山之内二郎と結婚[2]
- 長男：井上匡一（1929年 - ?）[2]
- 次女：漆原邑子（1932年 - ） - 漆原一郎と結婚[2]
- 三兄：岡松参太郎（1871年 - 1921年） - 法学者・京都帝国大学教授
- 甥：岡松成太郎（1901年 - 1991年） - 官僚、商工次官、兄参太郎の長男

## 著作・関係文献
- 岡森参太郎共編『甕谷遺稿』吉川弘文館、1906年。
- 井上匡四郎『独逸工業の趨勢』経済研究会、1938年。
- 國學院大學図書館調査課編『井上匡四郎文庫目録 - 梧陰井上毅先生歿後百年記念』國學院大學図書館、1995年。
- 井上匡四郎文書が國學院大學図書館に所蔵されている[1]。